# Saint-Guyomard
Saint-Guyomard è un comune francese di 1 064 abitanti situato nel dipartimento del Morbihan nella regione della Bretagna.

## Società

### Evoluzione demografica
Abitanti censiti